# Yana-Wara
Yana-Wara (aimara: Estrella de l’alba) és una pel·lícula peruana de 2023 dels gèneres drama i misteri dirigida per Óscar Catacora i Tito Catacora. És l'última pel·lícula que va dirigir Óscar Catacora, qui va morir a les poques setmanes d'iniciat el rodatge en 2021.
Va ser estrenada en el 27è Festival de Cinema de Lima, participant en la selecció oficial de Competència Ficció. Va ser seleccionada com la candidata peruana a la millor pel·lícula internacional als Premis Oscar de 2024 i a la millor pel·lícula iberoamericana als XXXIX Premis Goya.

## Argument
En un poble dels Andes peruans la Justícia Comunal jutja don Evaristo, un ancià 80 anys d'edat, per l'assassinat de la seva neta Yana-Wara, de 13 anys d'edat, òrfena de mare i de la que se’n cuidava, que considera que està posseïda pel dimoni, però que va ser violada per un mestre. Durant l'audiència, mitjançant salts enrere s’explica la tràgica història d'aquesta jove, plantejant qüestions com la violència de gènere, la cosmovisió andina i el concepte de justícia que permet la violència contra les dones.

## Repartiment
- Luz Diana Mamani com Yana-Wara
- Cecilio Quispe com a Don Evaristo
- Juan Choquehuanca
- Irma D. Percca
- José D. Calisaya

## Llançament
Yana-Wara es va estrenar el 13 d'agost de 2023 en la secció Competència Ficció del 27 Festival de Cinema de Lima PUCP. Va formar part de la selecció principal en competició de la 27a edició del Festival de Màlaga el 6 de març de 2024.
Distribuïda per V&R Films, la pel·lícula es va estrenar en sales comercials a nivell nacional el 4 d'abril de 2024. Va romandre en cartellera durant 6 setmanes, sent el 24 d'abril el seu pic d'assistència amb 2500 espectadors, acabant el seu recorregut amb 33.303 espectadors.

## Premis i reconeixements
| Any  | Premio / Festival                  | Categoria                                         | Destinatari                    | Resultat  | Ref.          |
| ---- | ---------------------------------- | ------------------------------------------------- | ------------------------------ | --------- | ------------- |
| 2023 | 27è Festival de Cinema de Lima     | Millor pel·lícula                                 | Yana-Wara                      | Nominat   | [ 11 ]        |
| 2023 | 27è Festival de Cinema de Lima     | Millor pel·lícula peruana - Primer esment d’honor | Yana-Wara                      | Guanyador | [ 11 ]        |
| 2023 | 9a Setmana del Cinema Ulima        | Competència Nacional de Llargmetratges            | Yana-Wara                      | Guanyador | [ 12 ]        |
| 2024 | Premis APRECI al cinema peruà 2023 | Millor pel·lícula peruana                         | Yana-Wara                      | Guanyador | [ 13 ]        |
| 2024 | Premis APRECI al cinema peruà 2023 | Millor direcció                                   | Óscar Catacora i Tito Catacora | Guanyador | [ 13 ]        |
| 2024 | Premis APRECI al cinema peruà 2023 | Millor guió                                       | Óscar Catacora                 | Guanyador | [ 13 ]        |
| 2024 | Premis APRECI al cinema peruà 2023 | Millor actriu                                     | Luz Diana Mamani               | Nominat   | [ 13 ]        |
| 2024 | Premis APRECI al cinema peruà 2023 | Millor actor                                      | Cecilio Quispe                 | Nominat   | [ 13 ]        |
| 2024 | 27è Festival de Màlaga             | Millor pel·lícula iberoamericana                  | Yana-Wara                      | Nominat   | [ 14 ] [ 15 ] |